# جمعية غيرنزي للأدب وفطيرة قشر البطاطا (فلم)
جمعية غيرنزي للأدب وفطيرة قشر البطاطا (بالإنجليزية: The Guernsey Literary and Potato Peel Pie Society) هو فيلم رومنسي-تاريخي-كوميدي-درامي بريطاني من كتابة دون روس وتوماس بيزوتشا، وإخراج مايك نيويل سنة 2018، وبطولة كل من ليلي جيمز ومكيل هاوسمان وغلين باول وجيسيكا براون فيندلي وآخرين.
الفيلم مقتبس من رواية بالاسم نفسه من تأليف «ماري آن شيفر» و«آني باروز» سنة 2008.

## القصة
يحدث توافق بين جولييت آشتون (ليلي جيمس) وأعضاء جمعية غيرنزي للأدب وفطيرة قشر البطاطا، وعندما تشاركهم تجاربهم التي اختبروها في جزيرة غيرنزي التي احتلها النازيون خلال الحرب العالمية الثانية؛ تراودها فكرة تأليف كتاب عنهم. من ثَم تذهب لزيارة جزيرتهم، فتعقد هناك صداقات طويلة الأمد، كما تتخذ خطوات كبيرة في مسار تغيير حياتها.

## روابط خارجية
- مقالات تستعمل روابط فنية بلا صلة مع ويكي بيانات